# Jean-Pierre De Lamper
Jean-Pierre De Lamper (Kastel, 1956) is een Vlaams tv-scenarist en journalist. De bekendste soaps van zijn hand zijn Familie en Spoed.
Jean-Pierre De Lamper begon als journalist bij de Gazet Van Antwerpen, maar eind jaren 80 nam zijn carrière een wending toen hem gevraagd werd mee te werken aan de eerste soap in Vlaanderen, Familie. Ook heeft hij in de jaren 90 reeksen zoals Editie (VTM), Vennebos (VT4) en Zomerrust (VTM) geschreven. 
Hij heeft als hulde aan Luc Philips de autobiografie Luc Philips, een mens met duizend levens geschreven. 
Na 15 jaar "Familie" geschreven te hebben is hij teruggekeerd naar Gazet Van Antwerpen.  
Sinds september 2007 schrijft hij voor het Nieuwsblad en andere bladen van de Corelio-groep.